# Super Óvalo Potosino
Das Super Óvalo Potosino ist eine Motorsport-Rennstrecke in der Nähe der Stadt San Luis Potosí in Mexiko. Sie liegt etwa 25 km östlich des Stadtzentrums an der Bundesstraße 70 rund 1,5 km westlich der Gemeinde Xoconoxtle.

## Geschichte

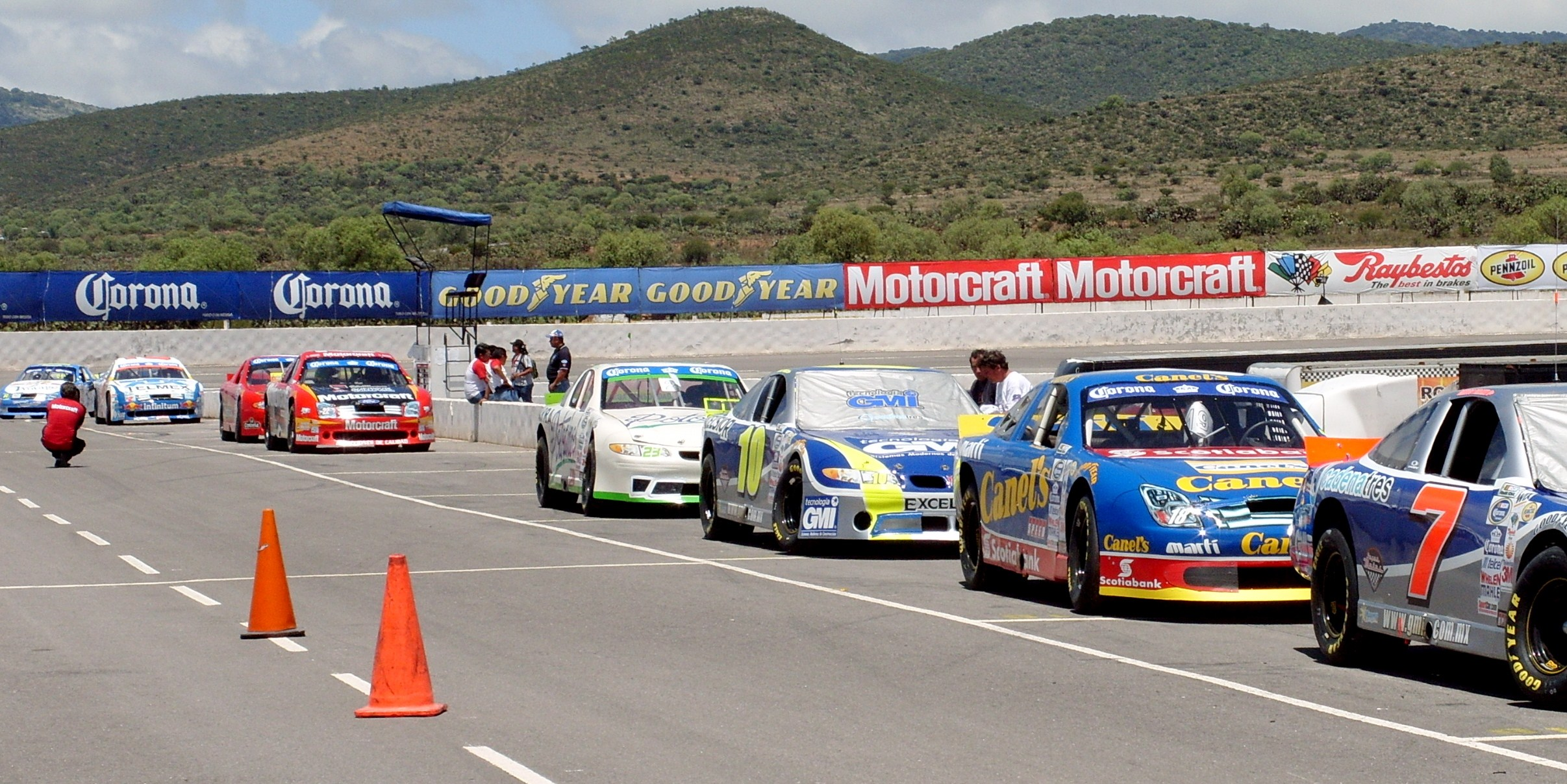
NASCAR-Corona Series auf dem Super Óvalo Potosino 2008

Die Strecke wurde 1983 als 1,24 km langer Straßenkurs mit 5 Kurven eröffnet. Sie wurde von Promotodo gebaut, einem Unternehmen im Besitz von Michel Jourdain Sr., das den ehemaligen Marlboro Cup organisierte.
Im Jahr 2005 wurde die Strecke zu einem Halbmeilen-Oval umgebaut, um NASCAR-Rennen auszutragen.
2023 wurde die Strecke mit einem neuen Belag versehen.

## Veranstaltungen
Die Strecke ist seit 2005 fester Bestandteil des Kalenders der Nascar Mexico Series. Bis heute (Stand Juni 2024) absolvierte diese Serie 37 Rennen mit wechselnden Formaten und Längen auf diesem Kurs. Daneben startet noch die ebenfalls zum mexikanischen NASCAR-Paket gehörende Mikel's Trucks Series im Rahmen der Veranstaltungen.